# كارلوس ألفاريز (منافس ألعاب قوى)
كارلوس ألفاريز هو منافس ألعاب قوى كوبي، ولد في 12 سبتمبر 1956.

## وصلات خارجية
- كارلوس ألفاريز على موقع الاتحاد الدولي لألعاب القوى (الإنجليزية)
- كارلوس ألفاريز على موقع أوليمبيديا (الإنجليزية)